# Балаш, Этьен
Этьен Балаш (фр. Étienne Balazs), урождённый Иштван Балаж (венг. Balázs István, нем. Stefan Balazs, кит. 艾蒂安白樂日, пиньинь àidìān báilèrì; 24 января 1905, Будапешт — 29 ноября 1963, Париж) — европейский синолог, работавший в Германии и Франции. По национальности — венгр. Лауреат премии им. С. Жюльена (1953).

## Биография и деятельность
Окончил среднюю школу в Будапеште, заинтересовался буддийской философией. В 1923 году переехал в Берлин, где занимался синологией под руководством О. Франке (в 1925—1926 годах также слушал лекции А. Масперо в Париже). В 1931 г. начал публиковать свое объёмное исследование по экономике Китая эпохи Тан, благодаря которому получил докторскую степень magna cum laude в Берлинском университете.
В политике Веймарской Германии он был левым и сотрудничал с немецкими коммунистами, а его интерес к китаеведению был тесно связан с дискуссиями в Коминтерне вокруг революции в Китае. Спустя некоторое время после прихода к власти Гитлера переехал в 1935 г. во Францию, в 1940—1945 гг. находился на нелегальном положении в Мозаке. После войны в 1948 г. вернулся в Париж и активно занимался наукой. С 1949 г. был сотрудником Национального центра научных исследований, концентрировался на экономической истории эпохи Сун. В 1955 г. получил французское гражданство. В 1955—1959 гг. был профессором истории Китая в Практической школе высших исследований, в которой ранее преподавал здесь экономику и социологию. В 1959 г. он сменил Э. Шаванна на посту профессора китаеведения в Фонтене-о-Роз недалеко от Парижа.
Его научные интересы и методология исследований формировались под воздействием школы М. Вебера. Отстаивал идею связанности политической, экономической и духовной жизни. Во многом предвосхитил методы историков-традиционалистов, стараясь выявить истоки проблем, возникающих на последующих этапах истории. Начал последовательный пересмотр истории Китая, акцентируя внимание на периодах упадка империи. Кризисные моменты полагал определяющими для установления периодов и этапов истории, в пределах которого функционирование политических и экономических систем определялось господствующими философскими концепциями.
Придавал огромное значение традиции в нормальном функционировании общества. Подчёркивал самобытность Китая, крайне негативно относился к использованию термина «феодализм» к китайской административно-бюрократической системе. Переводил на немецкий язык поэмы политического деятеля Троецарствия Цао Цао.

## Избранная библиография
- Beiträge zur Wirtschaftsgeschichte der T’ang-Zeit. Mitteilungen des Seminars für Orientalische Sprachen, 34, 1931, S. 1-92, 35, 1932, S. 1-73, 36, 1933, S. 1-62
- Die Inschriften der Sammlung Baron von der Heydt. Ostasiatische Zeitschrift, Neue Folge zehnter Jahrgang, 1934, S. 24-29, S. 80-96
- New Light on the History of Chinese Society. Pacific Affairs, 23, 1950, S. 318—323
- Le Traité juridique du 'Souei-chou'. (Études sur la société et l'économie de la Chine médiévale II), Bibliothèque de l’institut des Hautes Études Chinoises Vol. IX, Leiden: Brill, 1954
- The Birth of Capitalism in China. Journal of Economic and Social History of the Orient, 3, 1960, S. 196—216
- «Political Theory and Administrative Reality» in Traditional China, School of Oriental and African Studies, London, 1965
- Работы Э. Балаша в библиотеке Гарвардского университета  (недоступная ссылка)